# Psychotria spicata
Psychotria spicata är en måreväxtart som beskrevs av George Bentham. Psychotria spicata ingår i släktet Psychotria och familjen måreväxter. Inga underarter finns listade i Catalogue of Life.